# Trois formes d'unité
Les trois formes d'unité sont une expression désignant l'ensemble formé par trois documents historiques du protestantisme réformé : la Confessio Belgica, les Canons de Dordrecht et le catéchisme de Heidelberg. Ces confessions de foi reflètent les préoccupations doctrinales du calvinisme d'Europe continentale et sont acceptées comme déclarations officielles doctrinales par beaucoup d'Églises réformées.

## Histoire

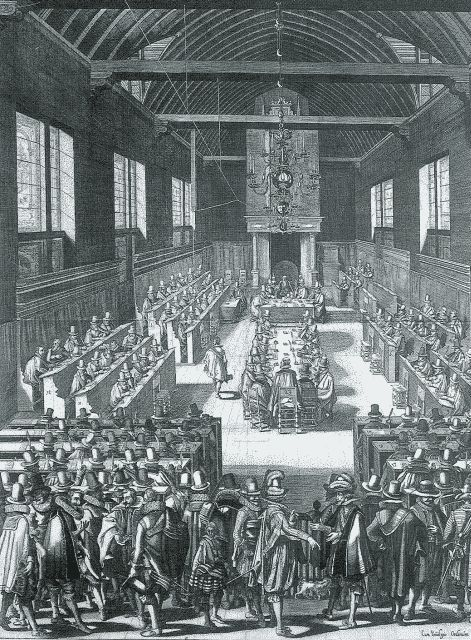
Le synode tenu à Dordrecht en 1618-1619.

De 1618 à 1619, le gouvernement néerlandais, au nom de l'Église réformée néerlandaise, convoqua le synode de Dordrecht. Les délégués néerlandais, ainsi que vingt-sept représentants réformés issus de huit autres pays, se réunirent au cours de ce synode, et résumèrent collectivement leurs pensées dans ce qu'ils appelèrent les « Canons de Dordrecht ».
Le même synode ajouta ensuite ces canons à deux autres documents qui étaient fréquemment utilisés par l'Église néerlandaise à cette époque : la Confessio Belgica (1561) et le catéchisme de Heidelberg (1563).
Ce faisant, le synode cherchait à :
- Formaliser leur compréhension des enseignements bibliques sur la Trinité, l'Incarnation, la prédestination, la justification et l'Église.
- Permettre aux membres de se réunir autour de croyances fondamentales.
- Reléguer certaines idées annexes (positions politiques, éducatives, etc.) à un statut inférieur afin d'empêcher les Églises de subir pour rien des scissions.

Les trois formes fournissent également une base de travail sur laquelle des efforts œcuméniques peuvent être entrepris à partir de l'acceptation des idées essentielles qui y sont exposées.
Ces différents documents ont chacun un objectif particulier :
- le catéchisme de Heidelberg est écrit sous forme de questions-réponses afin d'aider à l'explication de la Bible pour les enfants ou les gens nouveaux dans la foi.
- la Confessio Belgica expliquent différents enseignements bibliques.
- les Canons sont une série de réponses techniques à des controverses théologiques spécifiques soulevées par les remonstrants néerlandais.